# Dedinje (Kosovska Mitrovica)
Pour le quartier de Belgrade, voir Dedinje.
Dedi en albanais et Dedinje en serbe latin (en serbe cyrillique : Дедиње) est une localité du Kosovo située dans la commune/municipalité de Mitrovicë/Kosovska Mitrovica et dans le district de Mitrovicë/Kosovska Mitrovica. Selon le recensement kosovar de 2011, elle ne compte plus aucun habitant.

## Démographie

### Évolution historique de la population dans la localité
| 1948 | 1953 | 1961 | 1971 | 1981 | 1991 | 2011 |
| ---- | ---- | ---- | ---- | ---- | ---- | ---- |
| 236  | 286  | 339  | 403  | 324  | 360  | 0    |

|  |